# Сан Пјетро (Торино)
Сан Пјетро је насеље у Италији у округу Торино, региону Пијемонт.
Према процени из 2011. у насељу је живело 1458 становника. Насеље се налази на надморској висини од 300 м.